# My Ruin
My Ruin is een metalband uit Los Angeles. De vocaliste van de band, Tairrie B, is ook bekend van de bands Tura Satana en Manhole. My Ruin bestaat sinds 1999. Hun muziek is een combinatie van hardcore en metal. Zo zouden sommige internetbronnen beweren dat ze metalcore maken hoewel dit niet het geval is. My Ruin is te vergelijken met de extreme metalband Otep.

## Bezetting
- Tairrie B - zang
- Mick Murphy - gitaar
- Chris Lisee - bas
- Matt LeChevalier - drums

## Discografie
- Speak And Destroy (1999)
- A Prayer Under Pressure Of Violent Anguish (2000)
- The Horror Of Beauty (2003)
- The Brutal Language (2005)
- Throat Full Of Heart (2008)
- Ghosts And Good Stories (2010)
- A Southern Revelation (2011)